# Qatma
Qaṭma, (tiếng Ả Rập: قطمة) hoặc Qatmet Efrin là một ngôi làng ở phía tây bắc Syria, thuộc huyện Afrin (Tỉnh Aleppo). Nó cũng nằm trong Afrin Canton, "thực tế" tự trị kể từ tháng 1 năm 2014. Nó nằm ở phía đông bắc của Afrin và phía tây của Azaz. Theo Cục Thống kê Trung ương Syria, Qaṭma có dân số 1.215 người trong cuộc điều tra dân số năm 2004. Vào ngày 7 tháng 3 năm 2018, thị trấn nằm dưới sự kiểm soát của Quân đội Syria Tự do do Thổ Nhĩ Kỳ hậu thuẫn.

## Tôn giáo
Qatma bao gồm Sunni và Yezidis. Trong ngôi làng này, ngoài một nhà thờ Hồi giáo, có hai nơi linh thiêng gần với ngôi làng.

## Kinh tế học
Nông nghiệp là nguồn thu nhập chính của người dân trong làng: ô liu, ngũ cốc, đậu xanh và nho được trồng ở đó, ngoài ra, quả sung, anh đào và các loại trái cây khác. Công việc chủ yếu được thực hiện với các máy nông nghiệp hiện đại, ví dụ máy kéo và kết hợp. Điều rất quan trọng là ô liu được ép trong máy ép ô liu của làng. Trong làng là một số nhà hàng, nơi cung cấp các cơ sở cho đám cưới, vv

## Giao thông
Trong làng có một nhà ga nơi khách du lịch lên tàu Aleppo hoặc Thổ Nhĩ Kỳ. Có rất nhiều xe hơi và xe tải trong làng.

## Giáo dục
Tỷ lệ mù chữ đã được giảm đến mức tối thiểu, đến mức chỉ những người già nhất không thể đọc hoặc viết. Ngôi trường đầu tiên ở Qatma được thành lập vào giữa những năm 1940. Lúc đó chỉ có một giáo viên, người đã hướng dẫn ba / bốn lớp. Hiện tại, trường duy trì khoảng 100 học sinh, cho đến lớp thứ chín, được một số giáo viên hướng dẫn, bao gồm cả giáo viên bộ môn cụ thể, với các lớp được dạy bằng tiếng Ả Rập, tiếng Anh và tiếng Pháp.

## Khí hậu
Qatma nằm ở vùng cận nhiệt đới, nơi cũng có những cơn mưa mùa đông. Ngôi làng cách xa Địa Trung Hải khoảng 80 km; nó được đặt trên dãy núi Kurd, còn được gọi là Kurd-Dagh, ở độ cao gần 600m.